# Верхова їзда

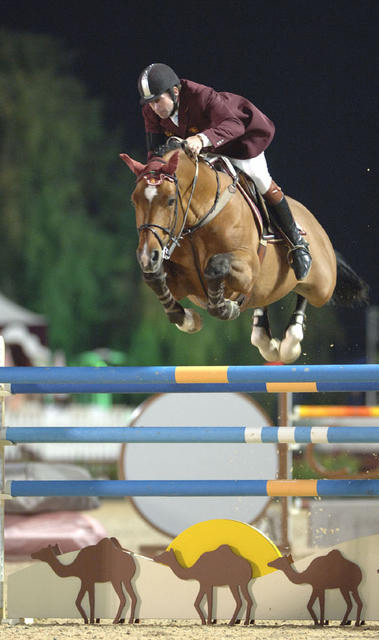
Подолання перешкоди під час змагань.

Верхова́ їзда́, або їзда́ ве́рхи — спосіб пересування, при якому людина знаходиться на спині тварини (найчастіше коня, рідше — віслюка, верблюда, слона й ін.) У вужчому сенсі — один із видів аматорського спорту або дозвілля. У професійному кінному спорті верхова їзда поділяється на окремі дисципліни, як-от перегони, виїздка, конкур, триборство, джиґітування, вольтижування. Використання верхової їзди з лікувальною метою називається іпотерапією.

## Історія

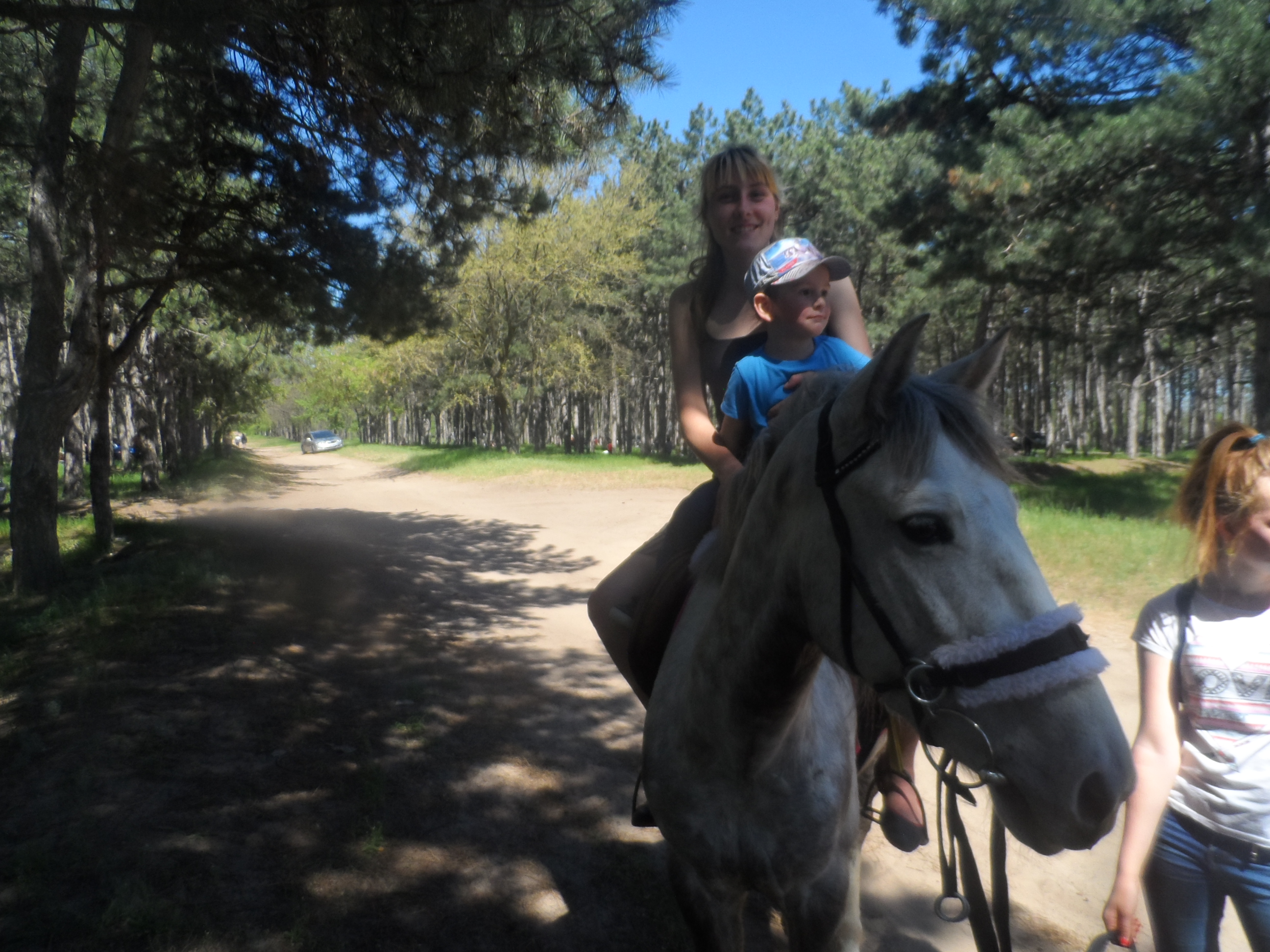

Вперше кінь був осідланий людиною в Азії; звичайно приписують це скіфському племені сколотів. Європейці запозичили цей спосіб пересування у персів, головним чином у військових цілях, і відразу ж досягли в цьому відношенні значної майстерності. Дуже популярними були фессалійська і фракийська кінноти; цьому сприяло установа в Греції, а потім і в Римі особливих академій верхової їзди. Треба, однак, зауважити, що в епоху римського панування кавалерія являла собою лише допоміжний вид військ і взагалі була поганою. Саме мистецтво їзди не могло досягти великої висоти, тому що їздили греки і римляни без сідел і стремен, отже їх посадка не була достатньо впевненою. Однак, їх посадка була практична та легка. Вона змінилася після винаходу сідла, а потім, пізніше, важких лицарських обладунків. Потім зміни у верховій їзді обумовлювалися військовими тактичними вимогами, що висувалися кавалерії, відносно ж аматорів — вимогами моди на той чи інший рід верхового спорту.

## Особливості верхової їзди у різних народів
Верхова їзда з часу введення її у цивілізованих народів різко розділилася на два роди: просте користування конем без попереднього його навчання і виховання, з вживанням тільки деяких прийомів, що мають на меті підпорядкувати його волю волі вершника, і їзда на конях, приготованих для цієї мети за певними правилами відомої школи. Східні народи переважно користувалися першим способом, бувши природними кавалеристами, з малих років спорідненими з конем. Таким способом дотепер їздять усі азійські народи, жителі Південної Америки (ковбої), почасти наші козаки, тубільці Кавказу і більшість вершників-самоучок, наприклад фермери, селяни тощо. Не можна не помітити, що так звані природні вершники також мають деякі строго певні правила верхової їзди, вироблені практикою і передані з покоління в покоління, нашим же козакам довелося внаслідок тактичних вимог прийняти деякі прийоми і правила у культурних або штучних вершників, але все-таки, залишивши в основі їзди свої принципи. Всі європейські народи прийняли штучний спосіб верхової їзди, який протягом багатьох століть піддався вельми багатьом змінам, і нині[коли?] ще не можна сказати, що навіть загальні принципи верхової їзди, не тільки окремі дрібніші правила, були встановлені цілком виразно і вважалися б безперечними.

## «Вища школа» верхової їзди
До XVII-XVIII століття лідируючі позиції в конярстві та навчанні верхової їзди належали Іспанії. Тут була виведена найкраща на той час порода коней — андалузька, яка ідеально підходила для цілей тієї епохи. В Іспанії були відкриті школи верхової їзди, створена теорія та практика занять, яка повністю змінювала уявлення про управління конем.

## Види посадки на коні
Американська посадка винайдена у США в 1895 році, широке розповсюдження на іподромі отримала на початку XX століття. Максимально розвантажуючи задні ноги коня і зменшуючи опір повітря, жокей, стоячи на високо піднятих стременах, обпирався колінами в сідло і сильно подавав корпус вперед.
Англійська посадка — розповсюджена у XVII — XIX століттях посадка жокея на низько спущених стременах. Під час перегонів жокей злегка підводився та нахиляв корпус вперед.
На початку XX століття англійську посадку замінили на американську.
Дамська посадка або «амазонка» з'явилася у Нові часи в Європі, і була зумовлена таким аспектом, як стан жінки в християнському суспільстві, особливостями одягу того часу тощо. У давнину справжні англійські леді їздили верхи вельми незвичайним способом, звішуючи обидві ноги на один бік коня. Така їзда була дуже небезпечною. Але в 1830 році француз Jules Pellier винайшов нове дамське сідло, що дозволяє розгорнути корпус вершниці і підвищити надійність. Для такої посадки існує спеціальне сідло з двома різнонаправленими передніми луками. В XVII столітті з'явилася верхня лука, на яку можна було закинути одну ногу. Тепер вершниця сиділа впівоберту, обличчям в сторону руху. Активний розвиток дамській верхової їзди спостерігається в XVIII столітті, стають модними кінні прогулянки, з'являються турніри та показові шоу. Для вершниць створюється особливе вбрання — амазонка. Комплект складався з сорочки, широкої спідниці, жилета, жакета, капелюшка, рукавичок і особливого взуття.

## Підручники
- 1438: Вправна верхова їзда